# Xã Greenfield, Quận Adair, Iowa
Xã Greenfield (tiếng Anh: Greenfield Township) là một xã thuộc quận Adair, tiểu bang Iowa, Hoa Kỳ. Năm 2010, dân số của xã này là 2.072 người.